# Al Sapienza
Al Sapienza (New York, 31 luglio 1962) è un attore statunitense di origine italiana.

## Biografia
Nato a New York (dove si è laureato nel 1986), è figlio di Angela Louise Caldi e Joseph Richard Sapienza, i suoi nonni erano Italiani.
Caratterista di lungo corso, è attivo costantemente in televisione da oltre 20 anni (più di 180 produzioni) e ha partecipato a moltissime serie televisive. Per le sue origini, ha ricoperto spesso ruoli di italoamericano. La sua interpretazione più famosa è quella di Mikey Palmice, soldato di zio Junior, nella prima stagione (si segnala anche una comparsa nella quinta) della serie televisiva I Soprano (1999).
Meno rilevanti le partecipazioni sul grande schermo, dove ha finora svolto ruoli marginali (Arma letale 4, Cellular, Saw V, Margin Call, La grande scommessa).

## Filmografia parziale

### Cinema
- Pretty Woman, regia di Garry Marshall (1990)
- Paura d'amare (Frankie and Johnny), regia di Garry Marshall (1991)
- Nome in codice: Alexa 2 (CIA II: Target Alexa), regia di Lorenzo Lamas (1993)
- Dredd - La legge sono io (Judge Dredd), regia di Danny Cannon (1995)
- Trappola sulle Montagne Rocciose (Under Siege 2: Dark Territory), regia di Geoff Murphy (1995)
- Free Willy 2 (Free Willy 2: The Adventure Home), regia di Dwight H. Little (1995)
- Godzilla, regia di Roland Emmerich (1998)
- Arma letale 4 (Lethal Weapon 4), regia di Richard Donner (1998)
- Ladri per la pelle (Thick as Thieves), regia di Scott Sanders (1999)
- Codice di sicurezza (Silicon Towers), regia di Serge Rodnunsky (1999)
- The Hollywood Sign, regia di Sönke Wortmann (2001)
- Endangered Species, regia di Kevin Tenney (2002)
- Cellular, regia di David R. Ellis (2004)
- Saw V, regia di David Hackl (2008)
- Dolan's Cadillac, regia di Jeff Beesley (2009)
- Margin Call, regia di J. C. Chandor (2011)
- A Dark Truth - Un'oscura verità (A Dark Truth), regia di Damian Lee (2012)
- A proposito di Luke (The Story of Luke), regia di Alonso Mayo (2012)
- Blue Caprice, regia di Alexandre Moors (2013)
- Godzilla, regia di Gareth Edwards (2014)
- Million Dollar Arm, regia di Craig Gillespie (2014)
- Taken 3 - L'ora della verità (Taken 3), regia di Olivier Megaton (2015)
- Club Life, regia di Fabrizio Conte (2015)
- La grande scommessa (The Big Short), regia di Adam McKay (2015)
- xXx - Il ritorno di Xander Cage (xXx: Return of Xander Cage), regia di D.J. Caruso (2017)
- Attacco alla verità - Shock and Awe (Shock and Awe), regia di Rob Reiner (2017)
- Gangster Land (In the Absence of Good Men), regia di Timothy Woodward Jr. (2017)
- Black Water, regia di Pasha Patriki (2018)
- Attraverso i miei occhi (The Art of Racing in the Rain), regia di Simon Curtis (2019)
- American Hangman, regia di Wilson Coneybeare (2019)
- Acceleration, regia di Michael Merino e Daniel Zirilli (2019)
- Capone, regia di Josh Trank (2020)
- Money Plane, regia di Andrew Lawrence (2020)
- Dark Web: Cicada 3301, regia di Alan Ritchson (2021)
- Big George Foreman, regia di George Tillman Jr. (2023)

### Televisione
- California (Knots Landing) – serie TV, episodio 7x25 (1986)
- Melrose Place – serie TV, episodio 3x11 (1994)
- I Soprano (The Sopranos) – serie TV, 10 episodi (1999-2004)
- Law & Order - I due volti della giustizia (Law & Order) – serie TV, 2 episodi (2001, 2005)
- CSI - Scena del crimine (CSI: Crime Scene Investigation) – serie TV, episodio 2x14 (2002)
- 24 – serie TV, episodi 2x07-2x08-2x09 (2002-2003)
- CSI: Miami – serie TV, episodio 1x19 (2003)
- Alias – serie TV, episodio 3x02 (2003)
- The O.C. – serie TV, episodio 1x22 (2004)
- Streghe (Charmed) – serie TV, episodio 7x08 (2004)
- NCIS - Unità anticrimine (NCIS) – serie TV, episodi 1x18-20x22-21x01 (2004-2024)
- Prison Break – serie TV, 4 episodi (2005)
- Brotherhood - Legami di sangue (Brotherhood) – serie TV, 11 episodi (2006-2008)
- 11 settembre - Tragedia annunciata (The Path to 9/11), regia di David L. Cunningham – miniserie TV (2006)
- Law & Order: Criminal Intent – serie TV, episodio 6x07 (2006)
- Shark - Giustizia a tutti i costi (Shark) – serie TV, episodio 1x11 (2007)
- In Plain Sight - Protezione testimoni (In Plain Sight) – serie TV, episodio 1x01 (2008)
- The Border – serie TV, episodi 2x13-3x01 (2008-2009)
- Senza traccia (Without a Trace) – serie TV, episodio 7x14 (2009)
- Fringe – serie TV, episodio 1x13 (2009)
- Dark Blue – serie TV, episodio 1x03 (2009)
- Warehouse 13 – serie TV, episodio 1x06 (2009)
- Burn Notice - Duro a morire (Burn Notice) – serie TV, episodio 3x16 (2010)
- The Listener – serie TV, episodio 2x11 (2011)
- Law & Order - Unità vittime speciali (Law & Order: Special Victims Unit) – serie TV, episodio 12x24 (2011)
- Wilfred – serie TV, episodio 1x01 (2011)
- White Collar – serie TV, episodio 3x04 (2011)
- Person of Interest – serie TV, 13 episodi (2011-2013; 2015)
- Blue Bloods – serie TV, episodi 2x05-2x16-2x21 (2011-2012)
- Sanctuary – serie TV, episodio 4x06 (2011)
- Unforgettable – serie TV, episodio 1x15 (2012)
- Il gioco della vendetta (Home Invasion), regia di Doug Campbell – film TV (2012)
- Il socio (The Firm) – serie TV, episodi 1x14-1x16 (2012)
- Golden Boy – serie TV, episodio 1x01 (2012) – non accreditato
- House of Cards - Gli intrighi del potere (House of Cards) – serie TV, episodi 1x03-1x05-1x06 (2013)
- Arrow – serie TV, episodio 1x20 (2013)
- Rookie Blue – serie TV, episodio 4x07 (2013)
- The Tomorrow People – serie TV, episodio 1x03 (2013)
- Castle – serie TV, episodio 6x17 (2014)
- Perception – serie TV, episodio 3x04 (2014)
- The Flash – serie TV, episodio 1x01 (2014)
- Gotham – serie TV, episodi 1x09-1x10 (2014)
- Ascension – miniserie TV, 3 puntate (2014)
- Public Morals – serie TV, episodio 1x02 (2015)
- Elementary – serie TV, episodio 4x17 (2016)
- Game of Silence – serie TV, 6 episodi (2016)
- Feed the Beast – serie TV, episodio 1x09 (2016)
- Shoot the Messenger – serie TV, 8 episodi (2016)
- Bates Motel – serie TV, episodio 5x05 (2017)
- Shades of Blue – serie TV, episodi 2x11-2x12 (2017)
- Rogue – serie TV, episodi 4x09-4x10 (2017)
- Private Eyes – serie TV, episodio 2x04 (2017)
- Suits – serie TV, 5 episodi (2017-2019)
- Taken – serie TV, episodi 2x01-2x14 (2018)
- Supernatural – serie TV, episodio 13x15 (2018)
- iZombie – serie TV, episodio 4x11 (2018)
- Jack Ryan – serie TV, episodi 1x05-1x07-1x08 (2018)
- Take Two – serie TV, episodio 1x13 (2018)
- No Easy Days – serie TV, 8 episodi (2018)
- God Friended Me – serie TV, episodio 1x16 (2019)
- Hudson & Rex – serie TV, episodio 1x06 (2019)
- The Blacklist – serie TV, episodio 6x16 (2019)
- Pure – serie TV, episodi 2x01-2x02-2x05 (2019)
- Designated Survivor – serie TV, episodio 3x07 (2019)
- Morire e poi ancora (Erasing His Past), regia di Jared Cohn – film TV (2019)
- Most Dangerous Game – serie TV, 4 episodi (2020)
- S.W.A.T. – serie TV, episodio 4x03 (2020)
- Regina del Sud (Queen of the South) – serie TV, episodio 5x06 (2021)
- The Good Fight – serie TV, episodio 5x06 (2021)
- Dopesick - Dichiarazione di dipendenza (Dopesick) – serie TV, episodio 1x05 (2021)
- Sacrifice – serie TV, 4 episodi (2021)
- Gravesend – serie TV, 2 episodi (2021)
- Minx – serie TV, episodio 1x05 (2022)
- Coroner – serie TV, episodi 4x11-4x12 (2022)
- NCIS - Unità anticrimine – serie TV, episodio 21x01 (2024)
- The Madness - serie TV, episodio 4 (2024)
- FBI: International - serie TV, episodio 4x04 (2025)

## Doppiatori italiani
Nelle versioni in italiano delle opere in cui ha recitato, Al Sapienza è stato doppiato da:
- Michele Gammino in Saw V, A Dark Truth - Un'oscura verità, House of Cards - Gli intrighi del potere, Shades of Blue, Private Eyes
- Angelo Maggi in Prison Break, La grande scommessa, xXx - Il ritorno di Xander Cage, Tracker
- Enrico Di Troia in The O.C., NCIS - Unità anticrimine (ep. 1x18), Regina del sud
- Franco Mannella ne I Soprano, Reacher
- Maurizio Reti in 24, Jack Ryan
- Tony Sansone in 11 settembre - Tragedia annunciata, Rookie Blue
- Saverio Indrio in In Plain Sight - Protezione testimoni, The Blacklist
- Alberto Angrisano in Senza Traccia, The Madness
- Roberto Chevalier in Fringe, Club Life
- Raffaele Palmieri in Person of Interest, Arrow
- Antonio Palumbo in Game of Silence, Gangster Land
- Massimo Corvo in Melrose Place
- Massimo Lodolo in Codice di sicurezza
- Nino D'Agata in Law & Order - I due volti della giustizia (ep. 11x16)
- Roberto Draghetti in Law & Order - I due volti della giustizia (ep. 15x13)
- Bruno Conti in CSI: Miami
- Sandro Acerbo in CSI - Scena del crimine
- Edoardo Nordio in Alias
- Giorgio Locuratolo in Streghe
- Marco Balzarotti in Brotherhood - Legami di sangue (ridoppiaggio)
- Danilo Bruni in Law & Order: Criminal Intent
- Alberto Olivero in Dolan's Cadillac
- Romano Malaspina in Burn Notice - Duro a morire
- Nino Prester in Blue Bloods
- Gino Manfredi in Unforgettable
- Roberto Stocchi in White Collar
- Paolo Marchese in The Tomorrow People
- Ambrogio Colombo in Law & Order - Unità vittime speciali
- Massimiliano Virgilii in Margin Call
- Davide Marzi in Supernatural
- Pasquale Anselmo in Designated Survivor
- Carlo Cosolo in Godzilla
- Danilo Di Martino in Castle
- Mauro Magliozzi in The Flash
- Gino La Monica in Gotham
- Gianluca Tusco in Perception
- Lucio Saccone in Elementary
- Stefano Thermes in Suits
- Antonio Sanna in Taken
- Carlo Scipioni in Attraverso i miei occhi
- Pierluigi Astore in God Friended Me
- Massimo De Ambrosis in iZombie
- Matteo Zanotti in Feed The Beast
- Luca Biagini in Capone
- Alessandro Rossi in S.W.A.T.
- Daniele Valenti in Dopesick - Dichiarazione di dipendenza
- Francesco Caruso in The Good Fight
- Angelo Nicotra in Coroner
- Andrea Lavagnino in NCIS - Unità anticrimine (ep. 20x22, 21x01)
- Giovanni Caravaglio in George Foreman - Cuore da leone
- Stefano Miceli in The Umbrella Academy
- Gerolamo Alchieri in FBI: International